# Johann Ettmayer
Johann „Buffy“ Ettmayer (* 23. Juli 1946 in Wien; † 1. April 2023), auch in der Kurzform Hans Ettmayer genannt, war ein österreichischer Fußballspieler.

## Karriere
Ettmayer begann seine Karriere 1963 beim FK Austria Wien, wo er bis zu seinem Wechsel 1966 nach Tirol zum FC Wacker Innsbruck in sieben Staatsligaspielen ein Tor erzielte. Bei Innsbruck avancierte er ob seines Trickreichtums zum Publikumsliebling. Im Cupfinale von 1970 gegen den Linzer ASK im Bundesstadion Südstadt erzielte er vor 1800 Zusehern in der 53. Minute den 1:0-Siegtreffer und  1971 gewann er mit dem FC Wacker auch die Meisterschaft. Das waren die ersten nationalen Erfolge der Vereinsgeschichte.
Zur nachfolgenden Saison wechselte er zum VfB Stuttgart, wo er trotz seines Schwergewichtes (85 kg bei 1,72 m) wegen seiner knallharten Schüsse gefürchtet war. Für den VfB erzielte er insgesamt 34 Tore in 97 Spielen. Am 26. Januar 1974 schoss Ettmayer dabei in der Partie gegen Eintracht Frankfurt das 10.000. Bundesliga-Tor. Dieser Treffer wurde in der ARD-Sportschau zum Tor des Monats gewählt. Einen legendären Dialog lieferte sich Johann Ettmayer mit VfB Stuttgarts damaligem Trainer Albert Sing. Als dieser Ettmayer eröffnete „Buffy, du spielst nicht, du bist zu dick“ antwortete dieser „Ich war schon immer so.“ Sing rechtfertigte seine Entscheidung mit der Bemerkung „Es gibt Bilder von dir, da warst du dünner“, worauf Ettmayer konterte „Die sind wahrscheinlich mit einer Schmalfilmkamera gemacht.“ Der VfB konnte sich 1973 als Sechster für den UEFA-Pokal qualifizieren, gehörte ansonsten zum Mittelmaß. 1974 löste Ettmayer Reinhold Zech als VfB-Kapitän ab. Nach dem erstmaligen Abstieg des VfB aus der Bundesliga 1975 trennten sich die Wege von Spieler und Verein.
Von 1975 bis 1977 spielte er beim Hamburger SV. Für die Hanseaten, bei denen er aufgrund seiner Gewichtsprobleme nicht unumstritten war, bestritt er 27 Bundesligapartien, in denen er vier Treffer erzielte. Der HSV wurde in jener Zeit unter Trainer Kuno Klötzer 1976 DFB-Pokalsieger, wobei Ettmayer nur in den ersten beiden Runden des Wettbewerbes zum Einsatz kam. 1977, als der HSV durch einen 2:0-Sieg über den RSC Anderlecht den Europacup der Cupsieger 1977 gewann, kam er nur im Vorrundenspiel gegen ÍB Keflavík, das die Hamburger mit 3:0 gewannen, zum Zug.
Nach Saisonende wechselte er für eine Saison zum Schweizer Zweitligisten FC Lugano. Bei den Halbamateuren war er der einzige Vollprofi, und so langweilte er sich tagsüber, denn Training fand erst am Abend statt. Mit den Tessinern wurde er mit drei Punkten hinter den beiden Aufstiegsrängen Dritter.
Von 1978 bis 1981 spielte er in der Zweiten Bundesliga Gruppe Süd für den Freiburger FC. In 67 Partien erzielte er 14 Tore für den Deutschen Meister von 1907, der in jener Zeit Plätze im Mittelfeld belegte und sich 1981 als 10. für die eingleisige Zweite Bundesliga der Folgesaison qualifizierte – der letzte Höhepunkt der Vereinsgeschichte; 1982 stieg der FC ab und verabschiedete sich vom professionellen Fußball.
Den Abschluss seiner Spielerlaufbahn gab er von 1981 bis 1983 beim Amateurverein 1. Göppinger SV, für den er in jener Zeit, mit Unterbrechung, als Spielertrainer aktiv war und über den Klubsponsor einen Job als Disponent für Taschenbücher im Zeitschriftenhandel fand.
1984 wurde der mittlerweile 37-jährige Österreicher Trainer des damaligen Landesligisten SpVgg Rommelshausen. Dazu wurde er von einem guten Bekannten, Horst Reit, einem Gönner des Vereins, überredet. Bis er schließlich 1986 ganz mit dem Fußball aufhörte, stellte er sich immer noch gerne hin und wieder als Spieler auf.
Für die österreichische Nationalmannschaft trat Ettmayer zwischen dem 22. September 1968 und dem 19. November 1975 in 30 Spielen an, in denen er jedoch keinen Torerfolg verbuchen konnte. Von Oktober 1970 bis November 1971 war er, wie sein Nationalmannschaftskollege Johann Schmidradner, an allen sechs Qualifikationsspielen in der Gruppe 6 für die Fußball-Europameisterschaft 1972 gegen Italien, Schweden und Irland als Spieler aktiv. Trainer Leopold Šťastný brachte daneben noch Johann Eigenstiller, Norbert Hof, Peter Pumm und Gerhard Sturmberger in je fünf EM-Qualifikationsspielen zum Einsatz.
Johann Ettmayer lebte in Notzingen (Baden-Württemberg) und trat noch gelegentlich bei Prominenten-Kicks auf. Er war nicht nur für sein trickreiches Spiel bekannt, sein trockener Wiener Schmäh machte ihn immer wieder zum beliebten Gast in Talkshows.
Am 1. April 2023 starb Ettmayer nach schwerer Krankheit im Alter von 76 Jahren.

## Erfolge
- Österreichischer Cupsieger: 1970 mit FC Wacker Innsbruck
- Österreicher Meister: 1971 mit FC Wacker Innsbruck
- Deutscher Pokalsieger: 1976 mit dem Hamburger SV
- Europapokal der Pokalsieger: 1977 mit dem Hamburger SV

## Spitzname
Seinen Spitznamen erhielt Ettmayer von seinem damaligen Innsbrucker Trainer: Leopold Šťastný nannte ihn erstmals „Buffy“ (tschechisch für  „Dickerchen“).